# علي أباد (كاشان)
علي أباد هي قرية في مقاطعة كاشان، إيران. عدد سكان هذه القرية هو 71 في سنة 2006.